# ブライアン郡 (ジョージア州)
ブライアン郡（ブライアンぐん、英: Bryan County）は、アメリカ合衆国ジョージア州の南東部大西洋岸に位置する郡である。人口は4万4738人（2020年）。郡庁所在地はペンブローク市であり、同郡で人口最大の都市はリッチモンドヒル市である。
ブライアン郡はサバンナ都市圏に属している。
郡の中央にフォートスチュアートがあるために、ブライアン郡は北と南に分かれた形になっている。

## 歴史
ブライアン郡は1793年12月19日に設立され、郡名はアメリカ独立戦争でゲリラ戦を戦ったジョナサン・ブライアン（1708年-1788年）に因んで名付けられた。
郡南部には南北戦争の軍事施設マカリスタ砦（現在はマカリスタ砦歴史公園）があり、ウィリアム・シャーマン将軍が海への進軍のときに占領した。
最初の郡庁所在地はハードウィックだった。1860年、郡庁所在地はイーデンに移された。1901年にはクライドになったが、それまでのイーデンと同じ場所だった可能性がある。クライドは1935年まで郡庁所在地だった。1937年にペンブロークが郡庁所在地になった。クライドの跡は、フォートスチュアート軍事用地の傍に墓地が残っているだけである。

## 地理
アメリカ合衆国国勢調査局に拠れば、郡域全面積は454.49平方マイル (1,177.1 km2)であり、このうち陸地441.71平方マイル (1,144.0 km2)、水域は12.78平方マイル (33.1 km2)で水域率は2.81%である。
ブライアン郡はその中央にフォートスチュアートという軍事施設があり、領域が2つに分けられているという特徴がある。ペンブローク市は郡北部の田園部にあり、リッチモンドヒルは郡南部にあってサバンナ市の郊外部である。この2つの都市の間を公道で移動するとすれば、一度郡域から出る必要がある。

### 主要高規格道路

#### 州間高速道路
- 州間高速道路16号線
- 州間高速道路95号線

#### アメリカ国道
- アメリカ国道17号線
- アメリカ国道80号線
- アメリカ国道280号線

#### ジョージア州道
- ジョージア州道25号線
- ジョージア州道26号線
- ジョージア州道30号線
- ジョージア州道67号線
- ジョージア州道119号線
- ジョージア州道144号線
- ジョージア州道144号線支線
- ジョージア州道204号線

### 隣接する郡
- エフィンガム郡 - 北
- チャタム郡 - 北東
- リバティ郡 - 南
- エバンス郡 - 西
- ブロック郡 - 北西

## 人口動態
以下は2000年国勢調査による人口統計データである。
| 基礎データ - 人口: 23,417人 - 世帯数: 8,089 世帯 - 家族数: 6,511 家族 - 人口密度: 20人/km2（53人/mi2） - 住居数: 8,675軒 - 住居密度: 8軒/km2（20軒/mi2） 人種別人口構成 - 白人: 82.79% - アフリカン・アメリカン: 14.14% - ネイティブ・アメリカン: 0.32% - アジア人: 0.77% - 太平洋諸島系: 0.07% - その他の人種: 0.58% - 混血: 1.34% - ヒスパニック・ラテン系: 1.99% 年齢別人口構成 - 18歳未満: 31.1% - 18-24歳: 8.0% - 25-44歳: 31.9% - 45-64歳: 21.6% - 65歳以上: 7.3% - 年齢の中央値: 33歳 - 性比（女性100人あたり男性の人口） - 総人口: 98.2 - 18歳以上: 94.1 | 世帯と家族（対世帯数） - 18歳未満の子供がいる: 45.0% - 結婚・同居している夫婦: 64.4% - 未婚・離婚・死別女性が世帯主: 11.9% - 非家族世帯: 19.5% - 単身世帯: 16.4% - 65歳以上の老人1人暮らし: 5.8% - 平均構成人数 - 世帯: 2.88人 - 家族: 3.22人 収入と家計 - 収入の中央値 - 世帯: 48,345米ドル - 家族: 53,680米ドル - 性別 - 男性: 39,606米ドル - 女性: 25,830米ドル - 人口1人あたり収入: 19,794米ドル - 貧困線以下 - 対人口: 11.7% - 対家族数: 10.7% - 18歳未満: 14.7% - 65歳以上: 12.6% |

## 都市と町
- ペンブローク - 郡庁所在地
- リッチモンドヒル
- ケラー
- ラニア
- ブラッククリーク
- エラベル
- ブリッチトン

## 著名な出身者
- グレッグ・オールマン - ミュージシャン、オールマン・ブラザーズ・バンドのボーカリスト兼オルガンプレイヤー
- ジョン・スモルツ - メジャーリーグベースボールの選手、アトランタ・ブレーブス在籍中に郡内に夏の家を持っていた